# Naissance en 1078
Naissance
- 1074
- 1075
- 1076
- 1077
- 1078
- 1079
- 1080
- 1081
- 1082

Cette page dresse une liste de personnalités nées au cours de l'année 1078 :

## En Europe
- Adolphe Ier de Berg, comte de Hövel et de Berg.

## En Asie
- Al-Mustazhir, Abû al-`Abbâs "al-Mustazhir bi-llah" 'Ahmad ben `Abd Allah al-Muqtadî, vingt-huitième  calife abbasside de Bagdad.
- Fujiwara no Tadazane, régent japonais.
- 30 juin : Princesse Reishi, impératrice du Japon.

## En Afrique
- Ibn Quzman, poète cordouan († 1160).

## Date incertaine (vers 1078)
- Clémence de Bourgogne, comtesse de Flandre et de Brabant.
- Constance de France, comtesse de Troyes, puis princesse d'Antioche, duchesse d'Apulée et de Calabre.

## Crédit d'auteurs
- Cet article est partiellement ou en totalité issu de l'article intitulé « 1078 » (voir la liste des auteurs).